# 姚宗堯
姚宗堯（1537年—？年），字守一，四川成都府內江縣人，民籍，明朝政治人物。

## 生平
嘉靖四十年（1561年）辛酉科四川鄉試第四十一名舉人，隆慶二年（1568年）戊辰科第二甲第二十八名進士。曾任夷陵知州，并在六一書院立碑，撰文示教。

## 家族
曾祖姚秉常；祖姚伯鍾；父姚克明；母陳氏。重慶下，弟宗舜；宗禹。